# Jatropha integerrima
Jatropha integerrima är en törelväxtart som beskrevs av Nikolaus Joseph von Jacquin. Jatropha integerrima ingår i släktet Jatropha och familjen törelväxter. Inga underarter finns listade i Catalogue of Life.

## Bildgalleri

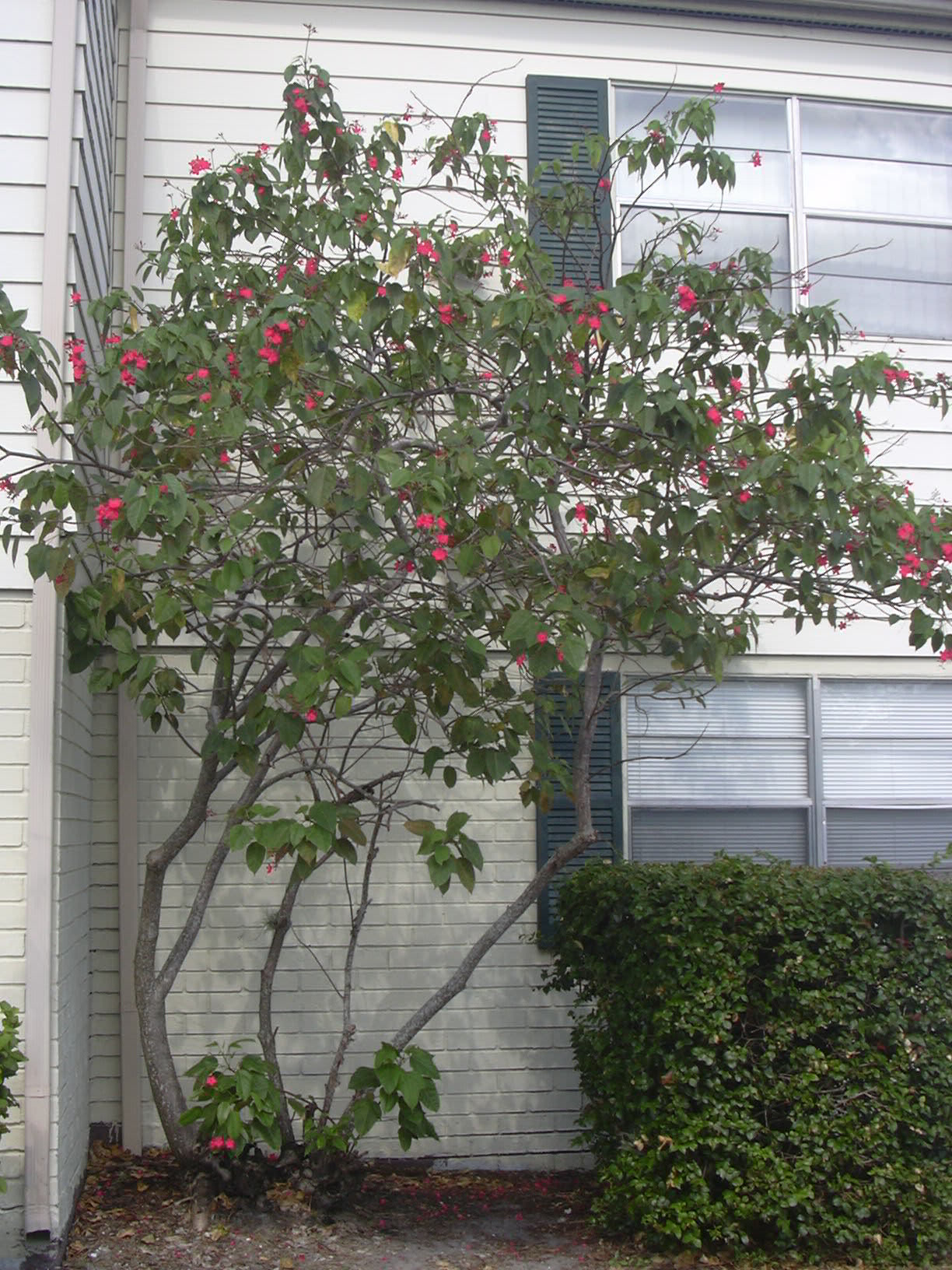
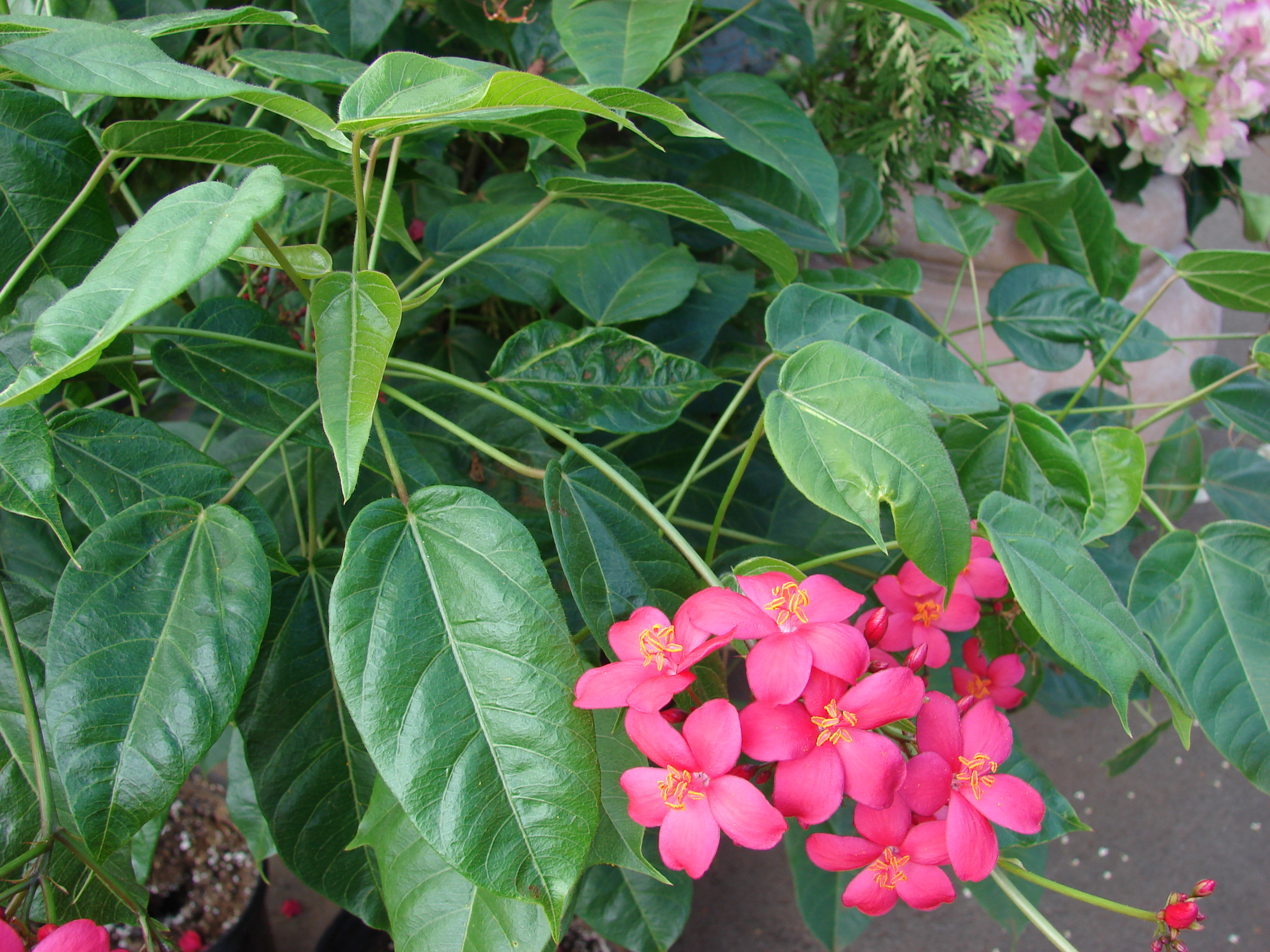
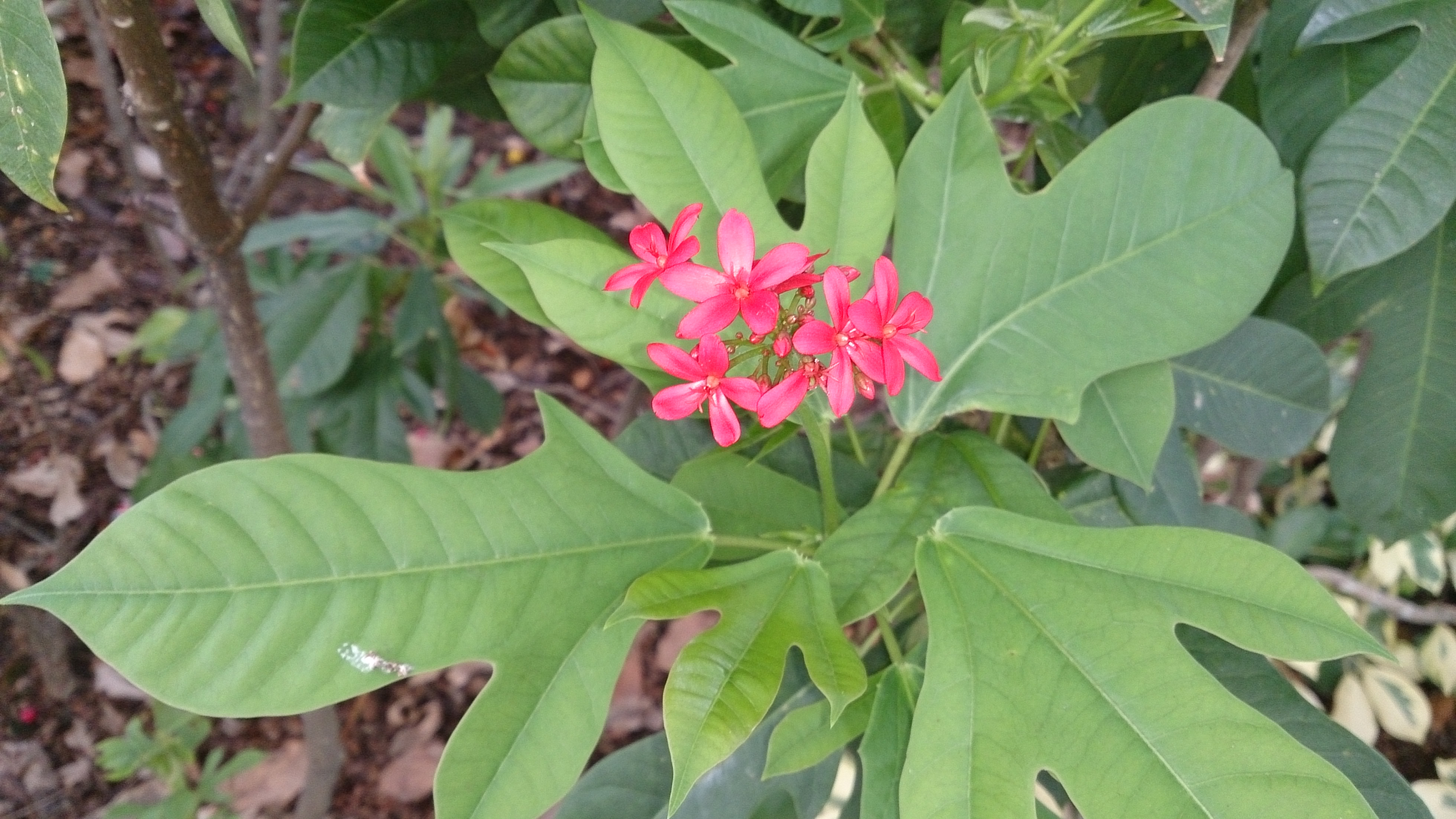
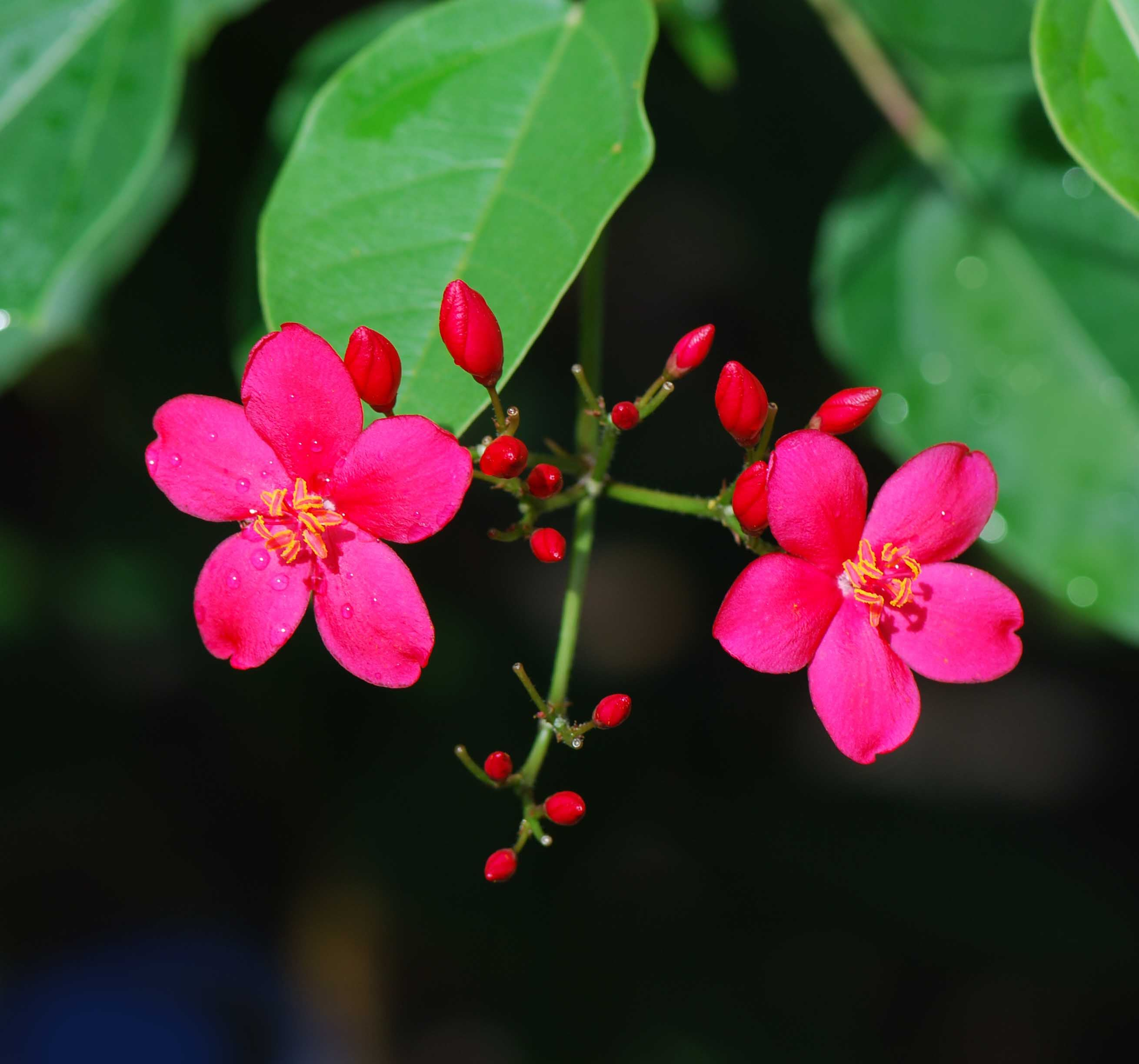
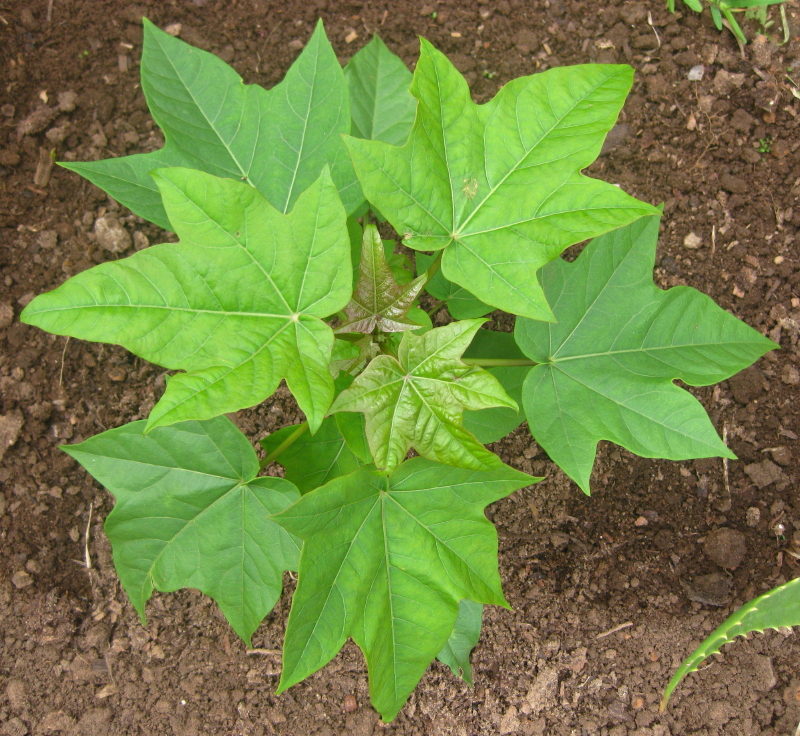
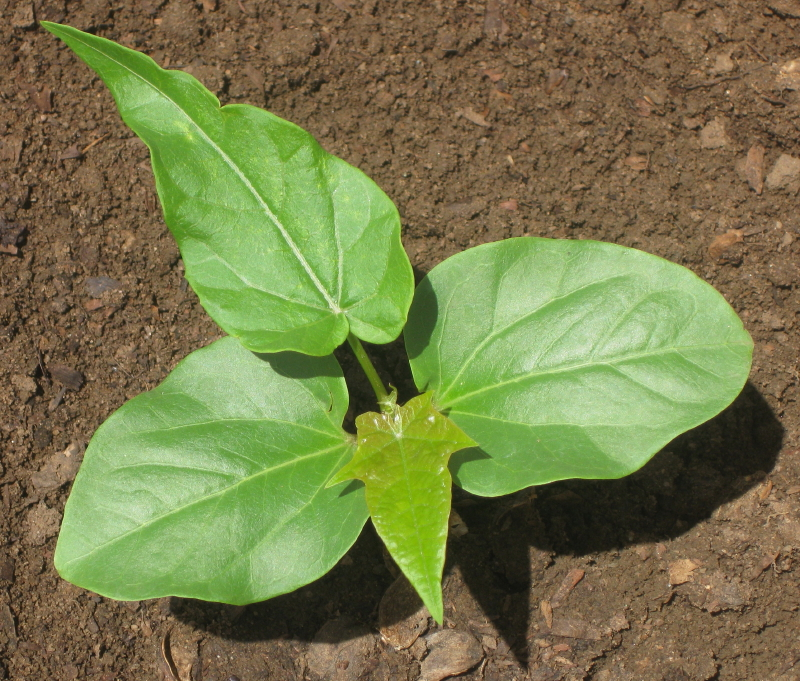